# Rabdiophrys
Rabdiophrys — рід амебоїдних одноклітинних еукаріотів. Назва вперше опублікована 1968 року.

## Класифікація
Серед близько 20 видів роду:
- Rabdiophrys bifurcata
- Rabdiophrys candelabrum
- Rabdiophrys columna
- Rabdiophrys denticulata